# ROT13
ROT13 – prosty szyfr przesuwający, którego działanie polega na zamianie każdego znaku alfabetu łacińskiego na znak występujący 13 pozycji po nim, przy czym wielkość liter nie ma przy przekształcaniu znaczenia. ROT13 jest przykładem szyfru Cezara, opracowanego w starożytnym Rzymie.
W standardowym alfabecie łacińskim (składającym się z 26 znaków) ROT13 jest swoją własną funkcją odwrotną. Oznacza to, że ten sam algorytm wykorzystywany jest do szyfrowania jak i deszyfrowania wiadomości:
{\displaystyle \operatorname {rot13} (\operatorname {rot13} (m))=m}
Kodowanie rot13 jest stosowane na przykład w Usenecie w sytuacjach, gdy przekazując jakąś wiadomość chcemy, aby nie była ona możliwa do odczytania przez osobę, która sobie tego nie życzy. Ta metoda jest stosowana w przypadkach, gdy wiadomość mogłaby obrazić czyjeś poczucie moralności, uczucia estetyczne lub gdy wskazane jest ukrycie rozwiązania zagadki, puenty filmu albo książki.

## Implementacja
Kodowanie rot13 jest trywialne w implementacji, np. za pomocą Perla:
```
perl
 
-
pe
 
'tr/a-zA-Z/n-za-mN-ZA-M/'

```

lub w systemach uniksowych poleceniem tr:
```
tr
 
A-Za-z
 
N-ZA-Mn-za-m

```

W PHP została stworzona do tego celu funkcja str_rot13:
```
<?php

echo
 
str_rot13
(
'Tekst do zakodowania'
);

?>

```

Zaimplementowanie natomiast tego w C++ w postaci programu "jednolinijkowego" wygląda tak:
```
while
(
a
=~
getchar
())
putchar
(
~
a
-1
/
(
~
(
a
|
32
)
/
13
*
2-11
)
*
13
);

// Zmienna a musi być uprzednio zdefiniowana

```

rot13 w postaci funkcji w C:
```
void
 
rot13
(
char
 
*
a
)
 
{

        
for
 
(;
 
*
a
;
 
*
a
 
=
 
(
*
a
 
-
 
1
 
/
 
(
~
(
~
(
*
a
)
 
|
 
32
)
 
/
 
13
 
*
 
2
 
-
 
11
)
 
*
 
13
),
 
a
++
);

}

```

## Przykład
Przykładowy tekst:
To zdanie jest zakodowane.
po zakodowaniu rot13 wygląda następująco:
Gb mqnavr wrfg mnxbqbjnar.

## Ograniczenia
Dla niektórych wyrażeń kodowanie ROT13 nie spełnia swojego zadania, ponieważ zakodowane słowa przybierają formę innych słów w tekście oryginalnym (niezakodowanym). W skrajnym przypadku może dojść jedynie do zamiany słów miejscami. Przykładowo w języku polskim tekst "ten hejnal urwany gra" po zakodowaniu ma postać "gra urwany hejnal ten".